# Acupalpus maculatus
Acupalpus maculatus é uma espécie de insetos coleópteros pertencente à família Carabidae.
A autoridade científica da espécie é Schaum, tendo sido descrita no ano de 1860.
Trata-se de uma espécie presente no território português.